# Ljubinj
Ljubinj – wieś w Słowenii, w gminie Tolmin. W 2018 roku liczyła 139 mieszkańców.